# Guy Laroche
Guy Laroche (n. 16 iulie 1921, La Rochelle, Poitou-Charentes, Franța – d. 17 februarie 1989, Paris, Franța) a fost un creator de modă francez și fondator al companiei cu același nume.

## Biografie

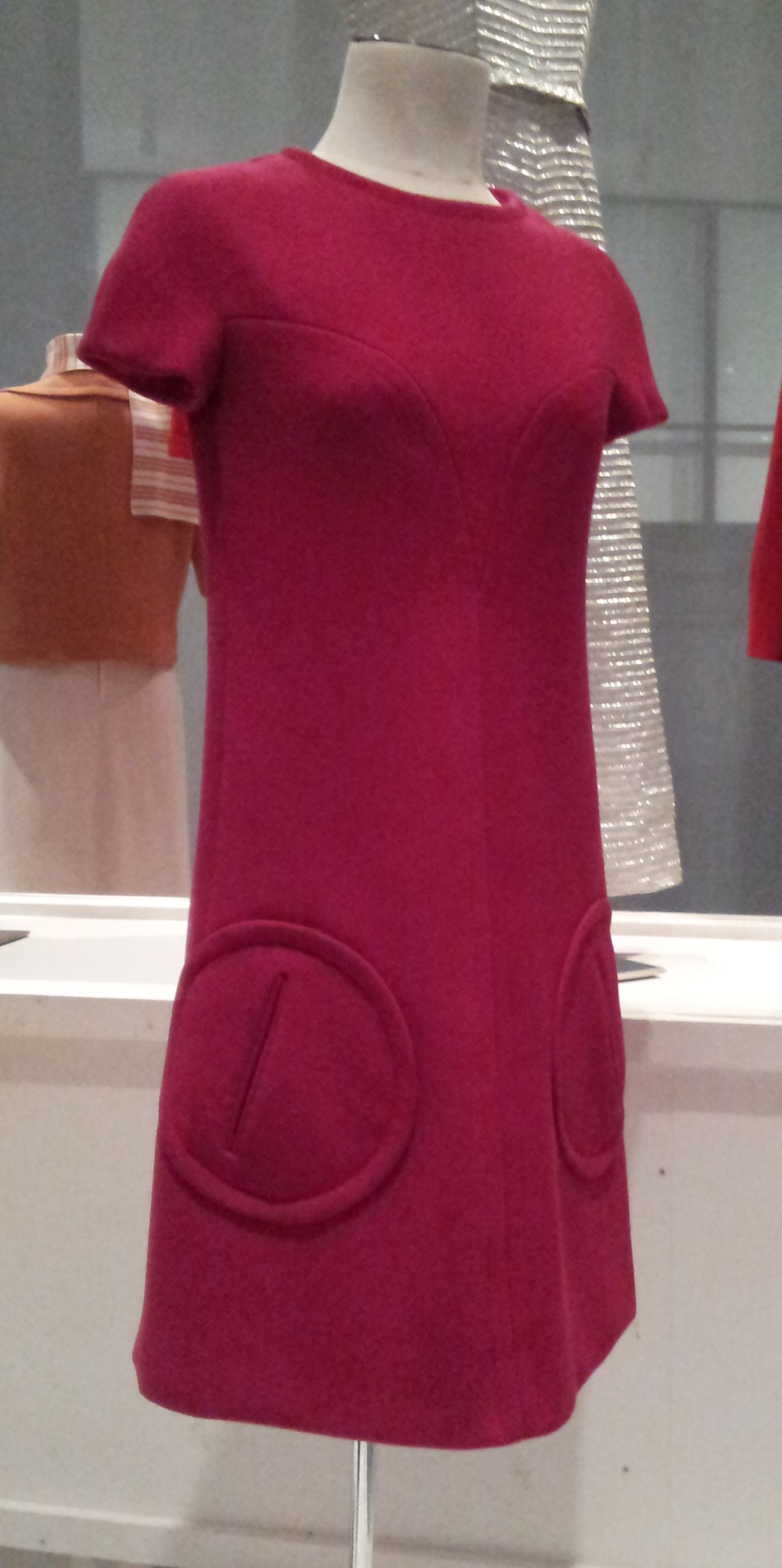
Minirochie din lână roz ciclamen Guy Laroche, 1968

Laroche s-a născut în La Rochelle într-o familie de evrei tunisieni și și-a început cariera în pălărierie⁠(d). Din 1949, Laroche a lucrat pentru Jean Dessès, devenind în cele din urmă asistentul său. În 1955 a vizitat Statele Unite pentru a cerceta noi metode de fabricare ale articolelor de prêt-à-porter. În 1956 sau 1957, a fondat un atelier de modă high-fashion la 37 Avenue Franklin Roosevelt, Paris.

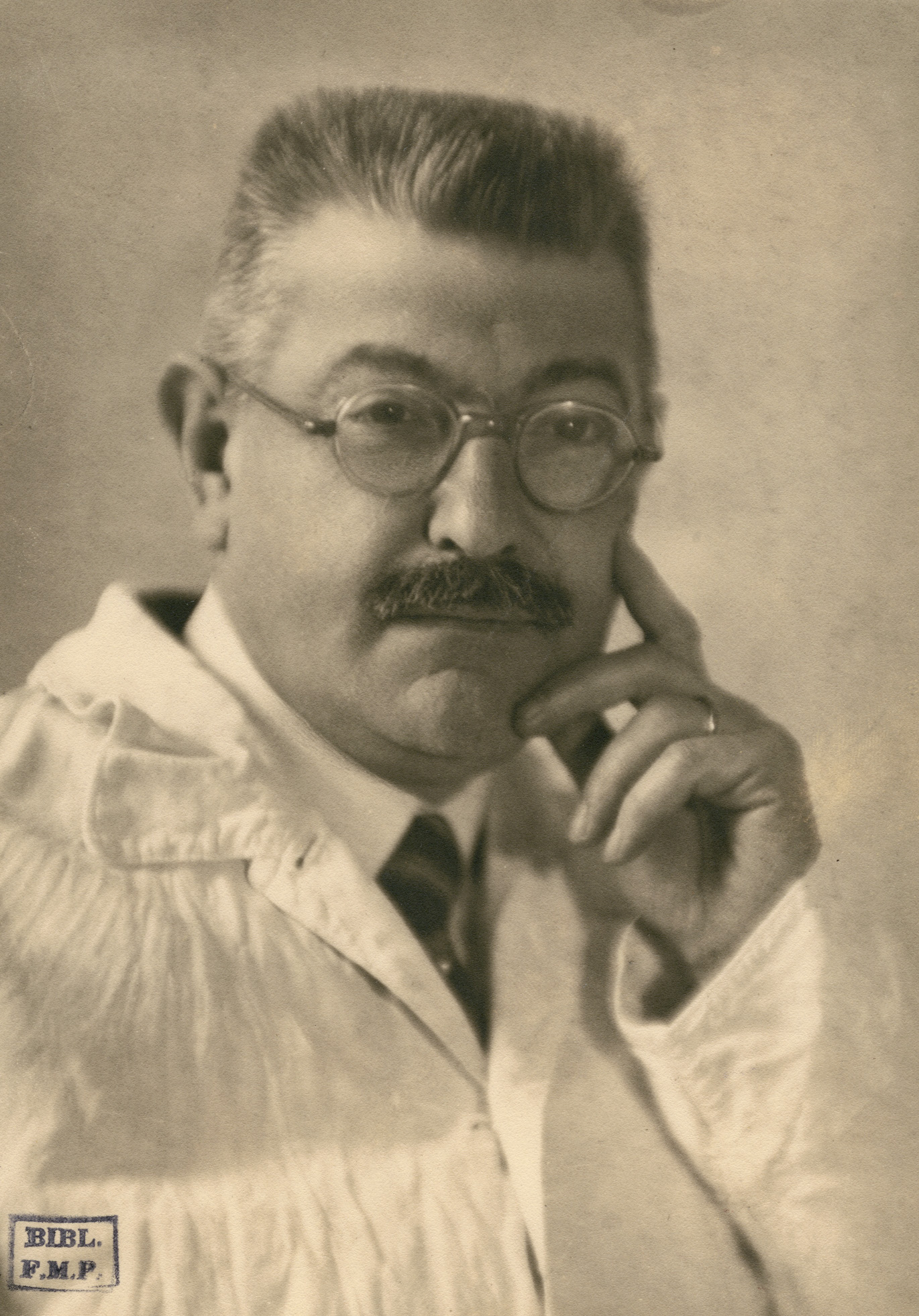
Guy Laroche

Prima sa colecție a fost primită favorabil, iar în cadrul acesteia a reintrodus culori vibrante precum roz, portocaliu, coral, topaz și turcoaz. Hainele sale prezentau, de asemenea, decolteuri adânci la gât și la spate. Combinațiile tradiționale elegante de culori au rămas un element de bază și în desenele sale. El i-a citat pe Christian Dior, Cristobal Balenciaga, Jacques Fath și Pierre Balmain ca principalele sale influențe.

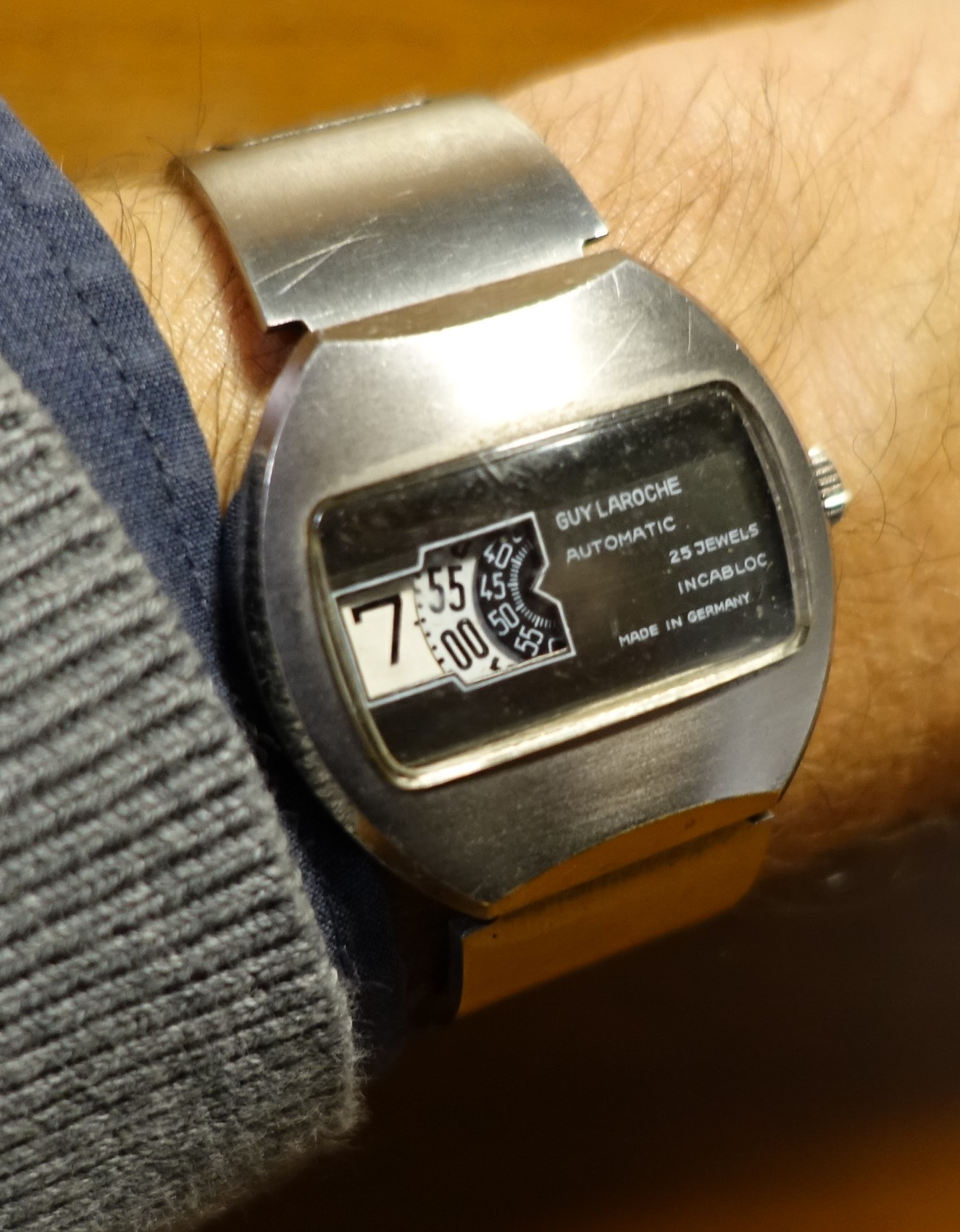
Ceas rar de tip jump hour conceput de Laroche

Cunoscut ca fiind umil și amabil – spre deosebire de natura distantă a majorității designerilor parizieni –, el a proiectat haine haute couture pentru femei practice. Pentru piața americană, el a fost unul dintre primii care au creat produse separate.
În 1961 s-a mutat într-un sediu mai mare, la 29 Avenue Montaigne, Paris, și-a deschis un butic acolo și și-a prezentat prima colecție de prêt-à-porter. În 1966, Laroche a lansat prêt-à-porter pentru bărbați și a deschis boutique-ul Guy Laroche Monsieur.
Laroche a murit de cancer intestinal la Paris pe 17 februarie 1989, la vârsta de 67 de ani.

## Moștenire
Actrița și producătoarea de film Hilary Swank a purtat rochia bleumarin Guy Laroche când a câștigat Premiul Oscar pentru cea mai bună actriță în 2005.

## Casa de modă
În noiembrie 2007, designerul franco-suedez Marcel Marongiu a preluat funcția de director artistic al lui Guy Laroche.

## Parfumuri
În 1966, Laroche a prezentat Fidji, primul său parfum pentru femei. A creat alte parfumuri, cum ar fi:
- 1972 Drakkar
- 1977 J'ai Osé
- 1982 Drakkar Noir
- 1986 Clandestin
- 1993 Orizont
- 1999 Drakkar Dynamik